# Parental Advisory

Parental Advisory를 나타내는 라벨, 현재 버전은 1996년에 도입되었다.

Parental Advisory는 미국에서 미성년자에게 적합하지 않다고 인정된 음악 작품에 미국 음반 산업 협회 (RIAA)가 첨부하는 권고이다.
Parental Advisory: Explicit Content는 '부모의 조언: 노골적인 내용'이라는 뜻이다. 미성년자에게 부적절한 표현이 포함되어 있기 때문에 보호자가 지도할 필요가 있음을 보여주고 있다. 여기에서 말하는 부적절한 표현되는 내용은 구체적으로 폭력적인 내용, 성적인 내용, 마약 등 범죄 내용 등을 의미한다.
1985년 미국의 시민 단체인 티퍼 고어가 이끄는 부모 음악 자료 센터 (PMRC)가 RIAA에 압력을 가해 실현된 검열로, 현재 알려진 라벨은 1990년에 표준화되었다.

## 같이 보기
- 미국 음반 산업 협회
- 콘텐츠 등급